# Condylostylus uniseta
Condylostylus uniseta är en tvåvingeart som beskrevs av Becker 1922. Condylostylus uniseta ingår i släktet Condylostylus och familjen styltflugor. Inga underarter finns listade i Catalogue of Life.